# Telson
Pour l’article homonyme, voir Bob Telson.

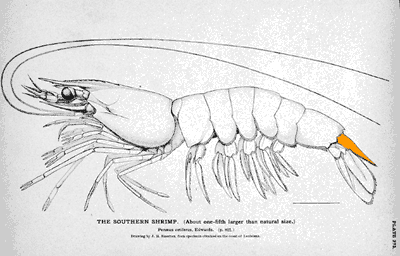
Schéma mettant en évidence le telson chez une crevette gambas Litopenaeus setiferus

Le telson constitue la partie terminale postérieure du corps des arthropodes (insectes, crustacés, etc), correspondant en langage commun à la fin de la queue.
Le telson n'est pas considéré comme un véritable segment du corps des arthropodes, car il ne dérive pas embryologiquement du téloblaste. Il n'est jamais pourvu d'aucun membre ou appendice, mais peut être fourchu ou composite. La forme et la structure du telson varient beaucoup chez les différents groupes d'arthropodes.
Chez les crustacés marins, le telson peut être fusionné au corps (comme chez les crabes, où il est réduit et rabattu sous la face inféropostérieure du céphalothorax), ou élargi en éventail (et complété par des uropodes) pour former une nageoire caudale (chez les crevettes, langoustes, etc). 

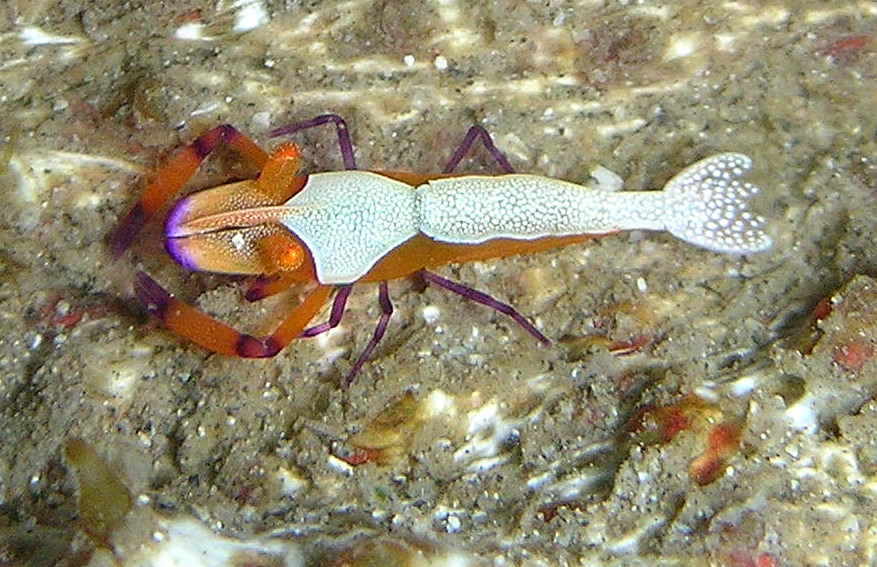
Le telson de cette crevette Periclimenes imperator est bien visible, en forme d'éventail.